# جيمس كوين (محامي)
جيمس كوين هو اقتصادي ومحامي كندي، ولد في 17 يوليو 1910 في وينيبيغ في كندا، وتوفي بنفس المكان في 12 أكتوبر 2012.